# 그러먼 S-2 트래커
그러먼 S-2 트래커(Grumman S-2 Tracker)는 일명 ‘바다의 추적자’로 알려진 이 항공기는 고성능 전자장비와 자석탐지기 등을 갖춘 전천후 해상초계기이다. 1952년 미국 그러만 사가 최초 제작 시험비행후 2년뒤부터 1,000여대 이상이 제작되어 미해군 항모부대에서 본격 운용되었으며 대한민국 해군도 1976년 12월 1일부터 26대를 도입하여 2001년 3월 31일까지 해상초계 및 대 잠수함 공격용으로 운용하였다.

## 개발배경
정식명 S-2A - 는 미해군 항모용 신세대 대잠 공격기 구상에 따라 나온 첫 기종이다. 육상 기지의 대잠 초계기로서는 아무래도 초계영역 바깥에 있는 적을 파괴시키긴 곤란하기 때문이다. 이 새로운 구상은 속도의 비중을 낮추는 대신 긴 항속거리와 다양한 무장을 감당해낼 수 있는 능력에 주안점을 두었다. 또한 초계를 위한 탐지기를 장비하여, 그루먼 AF-2 가디언 2기로 수행하는 적 잠수함의 초계/격퇴의 개념을 대체한다는 목적도 있다.
이 목적에 부합시키기위해, 동시기에 두 종류의 프로토타입 생산을 명령하였다. 그리하여 1950년 6월 30일 그루먼사는 XS2F-1형 2기와 S2F-1형 15기를 제조했다.
한국전쟁과 공산진영의 위협에 따라 급속히 진행된 이 계획은 뉴욕 베스피지 공장으로부터 기체를 공수해와 1952년 12월 4일 해군과 그루먼사로부터 성공적인 시험비행을 하게 된다.
예전보다 크기가 작아지고, 레이다 탐색이라는 진보된 전자기술, 기체 하부에 적재하여 장착할 수 있는 자기 이형 탐지기(MAD), 순간 전자 대응 위치 탐지기(ECM), 음파탐지기와 기체 오른쪽 날개에 단 커다란 서치라이트에, 폭탄, 수뢰, 어뢰, 로켓으로 완전무장을 실현시켰다.
1954년 2월 트래커로 교체된 VS-26 비행중대가 탄생하게 된다. 1958년 해군은 특수한 ASW 작전을 위해 각각의 엑세스급 항모로부터 헬리콥터 중대와 연계된 각각 20기로 이루어진 2개 VS 비행중대(CVS)가 탄생하여 기체 수가 늘어났으며, 항모탑재기 목적상 접이식 날개가 제공되었다.
S-2 트래커는 단거리 이착륙에 맞는 플랩, 슬롯, 스포일러가 지원되었고, 엔진 하나로도 비행할 수 있도록 커다란 러더(방향타)가 장비되게 되었다.
어뢰와 핵무기를 수납할 수 있도록 더 커진 폭탄창을 단 S2S-2형을 포함한 S2F-1형 755기를 그루먼사로부터 조달받았다.

## 양산

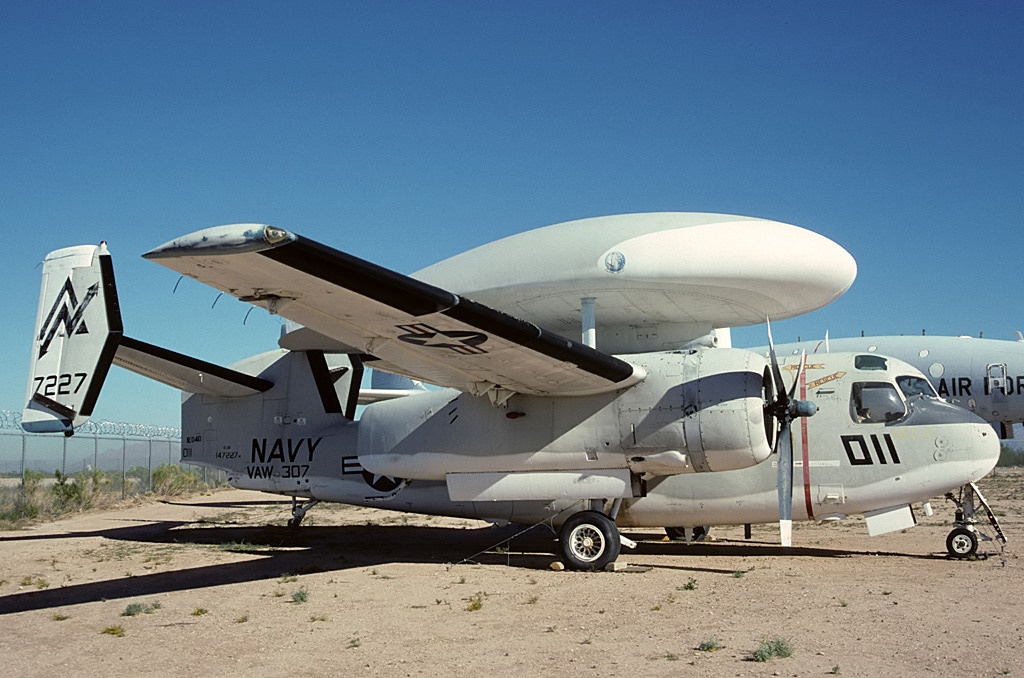
E-1은 C-1에서 개발되었다.

일본이 S2F-1형 60기를 구입하는 동안 미국의 동맹국과 캐나다에서 100대를 시험적으로 면허 생산하도록 하였다. 네덜란드와 이탈리아에 각각 26대, 브라질도 자체 항모용으로 13대를 구입하였고, 우루과이, 태국, 대만, 아르헨티나 또한 시험적으로 구입하였다.
조달하는 동안 많은 기체가 그루먼사의 기본 방침에 따라 E-1A 트레이서 조기경보기를 통해 C-1A 트레이더와 COD(항모에 실어 운반하는 것)의 형태로 특별하게 제공되었다.
Stoof (S-TWO-F)로 불리는 이 행위는 1957년 해군과 그루먼사의 계획에 따라 2세대 기종과 1962년 S-2D형의 표준안이 잡히기 전의 새 기종인 S2F-3형까지 독특하게 이루어진다.
1959년 5월 21일에는 자동 전파 발신 부표, 수중 핵 폭뢰, 더욱 진보한 탐지기를 달 수 있게 된다. 새롭게 계산된 전술 항법 시스템과 그 외 여러 부분이 향상된 S2-E형으로 더욱 업그레이드된다.
그루먼사는 호주 해군에 14기를 납품하는 동안 S2-D형 100기와 S2-E형 228기를 해군에 조달하였다. 초기의 에어프레임(엔진을 뺀 나머지)을 변경하고 개량한 것이 S-2G형과 S2-E형이다.

## 현 운용 실태
1976년 8월 30일, S-2G형을 마지막 함대에게 제공하는 것을 끝으로, 모두 제트 엔진인 록히드 S-3 바이킹의 VS-37 비행중대에게 임무를 넘기고 점차 퇴역하게 된다. C-1 트레이더와 E-1 트레이서 역시 C-2 그레이하운드와 E-2 호크아이로 제각기 인계된다.
미해군으로부터 단계적으로 퇴역한 S-2 트래커의 잔여 기체는 미정부에 의해 캘리포니아 삼림소방청에서 쓰이게 된다. 이것들은 오늘날에도 여전히 운용되고 있으며 개릿 터보프로프 엔진의 이 구형 기체를 꾸준히 개장시키고 있다.
실제로, 이 기체들중 몇몇은 미군보다 오히려 CDFFP(캘리포니아 삼림소방청)에서 더 오래 쓰이고 있고 기타 브라질과 아르헨티나에서도 군용과 민용으로 현재 운용되고 있다.

## 제원 (S-2F)
- 길이: 13.26 m
- 폭: 22.12 m
- 높이: 5.33 m
- 날개면적: 45.06 m²
- 자체(空)중량: 8,310 kg
- 적재중량: 10,630 kg
- 최대이륙중량: 11,860 kg
- 최대속도: 450 km/h
- 순항속도: 240 km/h
- 상승한도: 6,700 m
- 작전반경(항속거리): 2,170 km
- 승조원: 4명(조종사2명, 탐지장비 통제사 2명)
- 엔진: Wright R-1820-82WA 터보프롭 피스톤엔진 2발
- 체공시간: 9시간
- 내부무장(내부무장창 2개소): 어뢰 (Mk. 41, Mk. 43 또는 Mk. 34), 폭뢰 (Mk. 54) 또는 기뢰
- 외부무장(주익하부 무장파일런 6개소): 어뢰, 폭뢰 또는 로켓

## 운용 국가
- 군사용

 아르헨티나
 오스트레일리아
 브라질
 캐나다
 이탈리아
 일본
 대한민국최초 공군이 1970.5. ~ 1971.12월까지 8대를 도입 운용하다가 1976. 1월에 해군에 이관하였고, 이후 해군은 1976. 8. ~ 1982년까지 23대를 추가하여 총 31대를 도입하였으며, 2001년도까지 해상초계 및 대 잠수함 공격용으로 운용한 바 있다.
 네덜란드
 페루
 중화민국 (대만)
 태국
 튀르키예
 미국
 우루과이
 베네수엘라
- 민간용

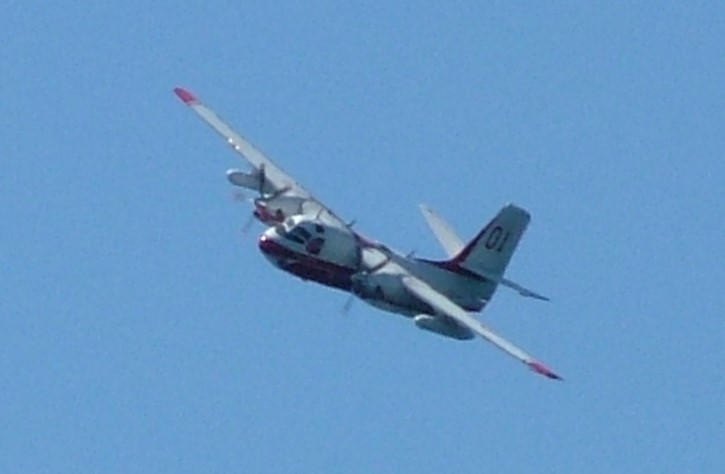
French Sécurité Civile S-2FT Tracker used for fire-fighting duties

많은 트래커가 퇴역하여 민간용의 화재진압용으로 사용되고 있다.
 캐나다
 프랑스
 네덜란드
 미국

## 같이 보기
- C-1 Trader
- E-1 Tracer
- AF Guardian
- Fairey Gannet
- Breguet Alizé
- S-3 바이킹

## 참고
주석
문헌
- Hotson, Fred W. The de Havilland Canada Story. Toronto: CANAV Books, 1983. ISBN 0-07-549483-3.
- McQuarrie, John. Canadian Wings. Toronto: McGraw Hill Ryerson, 1990. ISBN 0-07-551010-3.
- Winchester, Jim (ed.). "Grumman S-2E/F/G/UP Tracker." Modern Military Aircraft (Aviation Factfile). Rochester, Kent, UK: Grange Books plc, 2004. ISBN 1-84013-640-5.